# Nagy József (futó)
Abai Nagy József (Sárkeresztúr, 1884. január 27. – Balatonszepezd, 1952. október 27.) magyar olimpiai bronzérmes atléta, igazságügyminiszteri számtiszt, táblai tanácselnök.

## Családja
Szülei Abai Nagy József és Tatár Katalin. Felesége Balla Ilona, akivel 1911. augusztus 5-én kötött házasságot Budapesten.

## Sportegyesülete
Sportpályafutása alatt az utóbbi egyesületekben sportolt: Magyar Úszó Egyesület (MÚE), Budapesti AK (BAK), Budapesti (Budai) Torna-Egylet (BBTE).
Legjobb eredményei
- 1908-ban 400 m - 50,6
- 1908-ban 800 m - 2:02,4
- 1908-ban 1500 m - 4:19,6

### Olimpiai játékok
Angliában, Londonban rendezték az V., az 1908. évi nyári olimpiai játékok atlétikai versenyeit, ahol a Simon Pál, Mezei Frigyes, Nagy József, Bodor Ödön összeállítású olimpiai váltó tagjaként bronzérmes lett. Egyéni versenyzőként elindult a 400 (2.), 800 (4.) és 1500 méteres (2.) versenyen, de nem jutott a döntőbe.

## Külső hivatkozások
- Nagy József. kerszoft.hu. (Hozzáférés: 2015. augusztus 30.)
- Nagy József. huszadikszazad.hu. (Hozzáférés: 2015. augusztus 30.)